# Gaspar Jorge García Galló
Gaspar Jorge García Galló, Quivicán, Mayabeque, 1906, fue un pedagogo, educador, filósofo marxista-leninista, político, docente y militante revolucionario, afín a las luchas del Movimiento Obrero Nacional en Cuba. Integrante del Partido Socialista Popular y profesor en la Universidad Central, en el Centro Nacional de Investigaciones Científico-Técnicas de la Universidad de La Habana, así como director en el Ministerio de Educación. Contribuyó a la teoría pedagógica y educativa revolucionaria sustentada en bases del marxismo, a la historia de la educación en Cuba, así como a la función de la prensa y los medios de comunicación masiva en el proceso de desarrollo de la conciencia nacional.

## Biografía
Nació en Quivicán, provincia de Mayabeque, el 6 de enero de 1906, descendiente de una familia libanesa humilde. A los diez años abandonó la escuela para trabajar de obrero agrícola azucarero, a los once años se incorporó en una escogida de tabacos como engavillador, posteriormente a los doce años aprendió el oficio de torcedor o tabaquero en un taller de reparación o chinchal de su localidad, asimismo, también desempeñó diversos oficios y empleos tales como barbero y vendedor ambulante de telas. Como tabaquero trabajó en la fábrica de tabacos H. Upmann, empleo que le permitió estudiar por las noches. A los 18 años se graduó como maestro.  En la década de los años veinte fue discípulo y compañero de Julio Antonio Mella, en la Universidad Popular José Martí,  personaje que influyó en su postura política. El 1930 terminó sus estudios de Filosofía y Letras en la Universidad de La Habana y se incorporó al Partido Comunista. En 1933 se doctoró en pedagogía y comenzó a ejercer como profesor de Ciencias Sociales en la Escuela Normal de Santa Clara; fue cesanteado de la misma por su participación en la huelga de marzo de 1935.  
De 1946 a 1950 tras el asesinato de Jesús Menéndez en la Cámara de Representantes del partido Socialista Popular, asumió el cargo de sublíder parlamentario, que estaba integrado por Juan Marinello, Blas Roca y Aníbal Escalante. En 1952 ganó  la Cátedra de Lengua y Literatura Griegas de la Escuela de Filosofía y Letras de la recién fundada Universidad Central de Las Villas. 
En 1953 dirige la delegación del Partido Socialista Popular en una reunión organizada en Santiago de Cuba, donde al salir y de camino hacia Holguín, es detenido y enviado al Cuartel Moncada y posterormente al vivac, donde fue trasladado, con Fidel Castro y los asaltantes del Moncada, a la cárcel de Boniato. Fue liberado tras el triunfo de la Revolución y en 1959 lo eligieron como decano de la Facultad de Filosofía y Letras de la Universidad Central de Las Villas. Desde 1962 hasta 1967 sirvió como Secretario General del Sindicato Nacional de Trabajadores de la Enseñanza.

## Aportes a la pedagogía revolucionaria en Cuba
Entre sus contribuciones a la pedagogía y educación se encuentra una visión marxista de la realidad donde resaltó el concepto de educador social, el trabajo del educador y el maestro como creador de valores humanos desde una visión popular.  También planteó el papel educativo de la prensa y otros medios de comunicación masiva de la época, en el desarrollo y fortalecimiento de la conciencia nacional durante el siglo XIX. Introdujo el concepto de educador mambís.
Los grandes conductores de los pueblos son, por razón de su liderazgo, educadores de ámbito universal y de todos los tiempos, porque su influencia rebasa ambas fronteras.
Para este educador marxista, la pedagogía debe partir de la vida y no la idea, es decir; los hombres reales bajo relaciones concretas, y no la idea de los hombres y de la cultura, estas ideas construidas desde el marxismo.

## Obras
Entre sus obras destacan:
- (1985)  Filosofía ciencia e ideología: cómo la filosofía se hace ciencia con el marxismo
- (1983) Los medios de enseñanza a la luz de la dialéctica materialista

- (1978) Bosquejo histórico de la educación en Cuba.
- (1977) La concepción marxista sobre la escuela y la educación
- (1962) Educar: Tarea decisiva de la Revolución

- (1959) Biografía del tabaco habano

## Premios y reconocimientos
- En 1977 se le otorgó la condición de Profesor de Mérito de la Universidad Central de Las Villas

- En 1986, la Universidad Central de Las Villas le otorgó el Diploma de Distinción, en reconocimiento a su labor profesional, educativa y política.[2]